# Wasserkraftwerk Mohelno
Das Wasserkraftwerk Mohelno ist ein Laufwasserkraftwerk am Fluss Jihlava südöstlich von Třebíč.
Es wurde zusammen mit dem höher gelegenen Stausee des Kraftwerks Dalešice zwischen 1970 und 1977 errichtet. Der Rückstau von 7 km erstreckt sich bis zum Kraftwerk Dalešice und ergibt einen Stausee mit einem Fassungsvermögen von 17,1 Millionen m³.

## Staumauer
Die Staumauer liegt am Flusskilometer 58,94 der Jihlava. Sie ist an der Krone 185 m lang, 7,75 m breit sowie 38,65 m hoch. Die Gewichtsstaumauer besteht aus 89.400 m³ Beton.

## Bedeutung
Das Wasserkraftwerk Mohelno wurde in Kombination mit dem Kernkraftwerk Dukovany geplant, der Stausee stellt das zwingend benötigte Prozesswasser bereit und kühlt das warme Abwasser durch Durchmischung auf umweltverträgliche Werte.

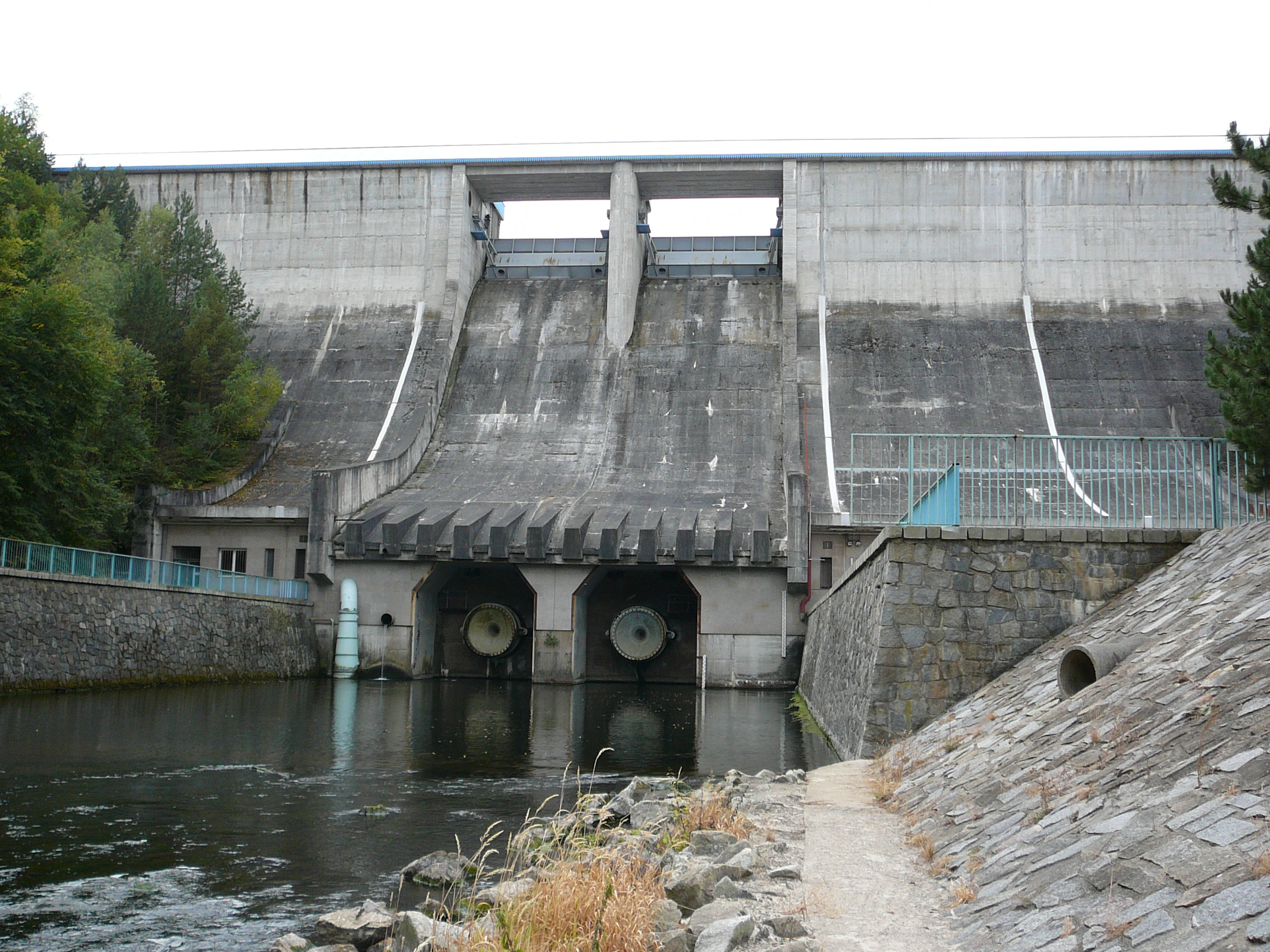
Staumauer und Wasserablass

Als Laufwasserkraftwerk ist es bedingt durch die geringe Wassermenge des Flusses Jihlava von untergeordneter Bedeutung.
Eine wichtige Funktion erfüllt der Stausee für das höher gelegene Pumpspeicherkraftwerk Dalešice, als dessen unteres Speicherbecken er dient. Flussabwärts wird der Wasserabfluss in den Fluss Jihlava relativ konstant gehalten, bei benötigter Spitzenlast füllt sich der Stausee durch den Abfluss des Kraftwerks Dalešice, um bei niedrigem Energiebedarf wieder teilentleert zu werden, wenn Wasser mit nicht benötigter Energie des nahen AKW Dukovany zum höher gelegenen Stausee Dalešice zurückgepumpt wird.
Die Bedienung des Kraftwerks Mohelno erfolgt ferngesteuert von der Kontrollzentrale des Kraftwerks Dalešice aus.
Das Speichervermögen hat auch seine Auswirkungen auf den Unterlauf der Jihlava, saisonale Schwankungen in der Wasserführung werden ausbalanciert, Flutspitzen bei starken Regenfällen sowie die Sedimentation verringert.
Unterhalb des Damms befindet sich eine Schutzzone für Krebse, einen reichen Bestand gibt es an Forellen (Fischgrund Jihlava 6).
Beim Stausee befindet sich auch das Naturschutzgebiet Mohelenská hadcová step, eine Serpentinit-Steppe.